# Parabarrovia
Parabarrovia là một chi bướm đêm thuộc họ Noctuidae.

## Loài
- Parabarrovia keelei Gibson, 1920
- Parabarrovia omilaki Lafontaine, 1998
- Parabarrovia ogilviensis Lafontaine, 1988